# Пермский автобус
Пе́рмский авто́бус — система автобусного транспорта в городе Пермь. Является одним из видов наземного общественного транспорта города.

## История
9 июля 1926 года открылось автобусное сообщение между станцией Пермь II и Мотовилихой. Транспортная связь между Пермью и Мотовилихой появилась благодаря новому мосту, построенному в 1925 году через реку Ягошиха (ныне Егошиха). В 1928 году открылась ещё одна автобусная линия — от улицы Тимирязева до района реки Данилиха. Два отечественных автобуса — «ЯЗ» и два «Фиата» соединили район Слободки с Чёрным рынком (на месте Пермского государственного политехнического университета).
Только к началу 1970-х годов городской общественный транспорт стал соответствовать размерам города и населения: заметно увеличилось количество автобусов, была создана централизованная система городских перевозок. В 1972 году действовало 39 автобусных маршрутов.

## Оплата проезда
Оплатить проезд в транспорте можно транспортной картой, банковской картой, цифровой транспортной через QR-код, по Bluetooth, выбрав транспорт на онлайн-карте или вручную указав номер автобуса в мобильном приложении, а также устройствами с технологией NFC.
Оплата наличными денежными средствами была отменена 15 апреля, в то время как регистрация билета безналичными способами (транспортной и/или банковской) возможна через валидатор и мобильное приложение «Пермский транспорт».

## Транспортные предприятия
Городские автобусные маршруты обслуживает одно муниципальное предприятие, одно государственное и целый ряд частных автотранспортных предприятий:
- МУП «Пермгорэлектротранс»;
- АО «Индустрия транспорта Пермского края»;
- ООО «АвтоМиг» (ГК «Ранд-Транс»);
- ООО «Дизель»;
- ООО «ПермьАвтоЛайн»;
- ООО «Райзен»;
- ООО «РТ Лайн»;
- ООО «Сити-Бас»;
- ИП Аристов С. В.;
- ИП Жужгов И. Ю.;
- ИП Златковская Т. А.;
- ИП Иванов В. А.;
- ИП Изгагин С. В.;
- ИП Кирсанов А. И.;
- ИП Миронов Д. В.;
- ИП Стерлягов А. М.;
- ИП Целоусов А. А.;
- ООО "АААвто".

## Маршруты
Маршрутная сеть города представлена 71 регулярными маршрутами, которые работают по регулируемому тарифу:
- 1—20, 22 -24, 26—41, 44- 62, 64—67, 70—75, 77, 78—82 — пермские (муниципальные) городские маршруты.

Также по территории города проходит ряд межмуниципальных маршрутов, которые обеспечивают транспортную доступность агломерации Перми и ближайших пригородов.
| №   | Маршрут                                                                                                 |
| --- | --- |
| 1   | Станция Пермь II – Микрорайон Садовый                                                                   |
| 2   | Улица Победы – Центральный рынок                                                                        |
| 3   | Станция Пермь I – Микрорайон Нагорный                                                                   |
| 4   | Школа № 136 – Улица КИМ                                                                                 |
| 5   | Микрорайон Новобродовский – Комсомольская площадь                                                       |
| 6   | Микрорайон Железнодорожный – Станция Пермь II                                                           |
| 7   | Микрорайон Верхняя Курья – ПНИПУ                                                                        |
| 8   | Микрорайон Садовый – Микрорайон Крохалева                                                               |
| 9   | Микрорайон Хмели – Субботино                                                                            |
| 10  | Микрорайон Садовый – Микрорайон Нагорный                                                                |
| 11  | Улица Куфонина – Микрорайон Садовый                                                                     |
| 12  | Дворец культуры имени Гагарина – Пермский завод силикатных панелей                                      |
| 13  | Песьянка – Планета – Площадь Карла Маркса                                                               |
| 14  | Улица Маяковского – Улица 2-я Запорожская                                                               |
| 15  | Южная – ДДК им. Кирова – Центральный рынок                                                              |
| 16  | Микрорайон Владимирский – Микрорайон Запруд                                                             |
| 17  | Микрорайон Висим II – Площадь Дружбы                                                                    |
| 17К | Микрорайон Ива – Улица 1905 года                                                                        |
| 18  | Пермский военный институт – Площадь Дружбы                                                              |
| 19  | Микрорайон Липовая гора – Печатная фабрика «Гознак»                                                     |
| 20  | Микрорайон Новый Крым – Центральный рынок                                                               |
| 22  | Микрорайон Васильевка – Пермский военный институт                                                       |
| 23  | Голованово – Банная гора                                                                                |
| 24  | Улица Памирская – Площадь Дружбы                                                                        |
| 26  | Микрорайон Центральная усадьба – Улица Ушинского – Микрорайон Крольчатник                               |
| 27  | Микрорайон Нагорный – Площадь Дружбы                                                                    |
| 28  | Улица Милиционера Власова – Театр «Ироничная компания» – Гознак – Улица Милиционера Власова             |
| 29  | Улица Милиционера Власова – Гознак – Театр «Ироничная компания» – Улица Милиционера Власова             |
| 30  | Тенториум – Улица Куфонина – Микрорайон Садовый                                                         |
| 31  | Комсомольская площадь – Микрорайон Липовая гора                                                         |
| 32  | Микрорайон Васильевка – Центральный рынок                                                               |
| 33  | Микрорайон Костарёво – Город сердца                                                                     |
| 34  | Микрорайон Новые Ляды – Улица 1905 года                                                                 |
| 35  | Улица Крисанова – Пермский электромеханический завод                                                    |
| 36  | Микрорайон Вышка I – Микрорайон Вышка II – Театр «Ироничная компания»                                   |
| 37  | Улица Ушинского – Микрорайон Висим                                                                      |
| 38  | Микрорайон Запруд II – Микрорайон Гарцы – Улица Ушинского                                               |
| 39  | Микрорайон Оборино – Ласьвинские хутора                                                                 |
| 40  | Станция Пермь II – Микрорайон Нагорный – Автопарк                                                       |
| 41  | ПНИПУ – Студенческий городок                                                                            |
| 44  | Микрорайон Нижняя Мостовая – 10-й микрорайон – Микрорайон Кислотные дачи – Микрорайон Камский           |
| 45  | Микрорайон Крохалева – Улица Мильчакова                                                                 |
| 46  | Пермский академический Театр-Театр – Северное кладбище                                                  |
| 47  | Гравийный завод – Аэропорт Бахаревка                                                                    |
| 48  | Чусовской водозабор – Микрорайон Январский                                                              |
| 49  | Микрорайон Заозерье – Станция Пермь II                                                                  |
| 50  | Улица Гусарова – Улица Куфонина                                                                         |
| 51  | Микрорайон Владимирский – Станция Пермь I                                                               |
| 52  | Микрорайон Водники – Комсомольская площадь                                                              |
| 53  | 10-й микрорайон – Центральный рынок                                                                     |
| 54  | Микрорайон Хмели – Улица Мильчакова                                                                     |
| 55  | Планета – Микрорайон Архирейка                                                                          |
| 56  | Станция Пермь II – Микрорайон Крохалева                                                                 |
| 57  | Микрорайон Крохалева – НПО «Биомед»                                                                     |
| 58  | Микрорайон Васильевка – Микрорайон Вышка I                                                              |
| 59  | Микрорайон Юбилейный – Микрорайон Нагорный                                                              |
| 60  | Детский дом культуры имени Кирова – Комсомольская площадь                                               |
| 61  | Микрорайон Новые Ляды – Комсомольская площадь                                                           |
| 62  | Улица Гусарова – Станция Осенцы                                                                         |
| 64  | Детский дом культуры имени Кирова – Станция Пермь II                                                    |
| 65  | Кооператив «Сосновый бор» – Садовая – Берёзовая роща                                                    |
| 66  | Улица Светлогорская – Микрорайон Налимиха                                                               |
| 67  | Микрорайон Садовый – Улица Маяковского                                                                  |
| 70  | Площадь Дружбы – Улица Макаренко                                                                        |
| 71  | Улица Анвара Гатауллина – Станция Пермь I                                                               |
| 72  | Планета – ЦУМ (временный компенсационный маршрут на замену трамвайного движения в Индустриальный район) |
| 73  | Микрорайон Январский – Микрорайон Заозерье                                                              |
| 74  | Микрорайон Владимирский – Улица Маяковского                                                             |
| 75  | Микрорайон Соболи – Площадь Дружбы                                                                      |
| 77  | Улица Памирская – Улица Мильчакова                                                                      |
| 78  | Улица Мильчакова – Микрорайон Кислотные дачи                                                            |
| 79  | Микрорайон Новый Крым – Пермский педагогический колледж                                                 |
| 80  | Детский дом культуры имени Кирова – Ипподром                                                            |
| 81  | Улица Сапфирная – Станция Пермь II                                                                      |
| 82  | Улица Гашкова – Микрорайон Вышка I – Улица Гашкова (кольцевой)                                          |

## Перспективы

### Выход на линии автобусов особо большого класса
Летом 2025 года запланирован перевод маршрутов № 1, 14, 15, 27, 50, 53 на обслуживание автобусами особо большого класса вместимости (в простонародье — «гармошек»). Это произойдет после перезаключения контрактов с перевозчиками.
Запуск новых маршрутов
В 2025 году планируют запустить новые автобусные маршруты:
- № 2 «Детский дом культуры имени Кирова — Центральный рынок»;
- № 52 "Микрорайон Водники — Комсомольская площадь;
- № 82 «Улица Гашкова — Микрорайон Вышка I — Улица Гашкова»; (запущен 1 февраля)
- № 83 «Улица Ушинского — Улица 1905 года»;
- № 84 «Новые Ляды — СНТ „Сылва“».

Ликвидация и изменения некоторых маршрутов
В 2025 году в Перми планируют ликвидировать маршруты № 21, 23, 30, 63, 68, 77К. Их курсирование заменят другие маршруты.
Помимо этого, в Перми изменится движение 20 маршрутов:
- № 7 будет продлён до ПНИПУ: «ПНИПУ — Микрорайон Верхняя Курья»
- № 10 будет объединён № 68 и продлён до микрорайона Садовый, тем самым заменяя маршрут № 68: «Станция Пермь II — Микрорайон Садовый»
- № 12 будет следовать от ДК им. Гагарина до Мачтобазы, после чего он доедет до ПЗСП.
- № 13 и 13К будут продлены до улицы Ушинского: «Песьянка — Улица Ушинского» и «Планета — Улица Ушинского» соответственно.
- № 19 будет продлен до улицы Куфонина, заменяя № 30 и 30К: «Микрорайон Липовая Гора — Улица Куфонина- Тенториум»
- На автобусе № 22 появится новая остановка Банная Гора с переходом на наземное метро (замена автобуса № 23)
- № 28 обретет новые остановочные пункты на улицах Геологов и Архитектора Свиязева
- № 33 будет перенаправлен до Ивинского проспекта: «Город Сердца — Ивинский проспект»
- № 36 будет перенаправлен до улицы Гашкова: «Театр „Ироничная Компания“ — улица Гашкова»;
- № 38 и 38К будут сокращены до Площади Дружбы: «Микрорайон Запруд || - Площадь Дружбы» и «Микрорайон Гарцы — Площадь Дружбы» соответственно;
- № 47 будет следовать по новому маршруту: «Гравийный завод — Аэропорт Бахаревка»
- На автобусе № 48 появится новая остановка «Микрорайон Январский»
- № 59 будет перенаправлен до Инфекционной больницы: «Микрорайон Юбилейный — Инфекционная больница» (в обр. сторону «Инфекционная больница — улица 2-я Запорожская»);
- № 60 будет следовать по улице Якутской вместо Докучаева для сокращения времени в пути;
- № 64 будет следовать по улице Строителей, Желябова вместо Паркового проспекта для сокращения времени в пути;
- № 67 будет следовать по улицам Николая Островского и Пушкина вместо скоростной линии на улице Революции до улицы Куфонина: «Микрорайон Садовый — улица Куфонина»;
- № 74 будет следовать по улицам Крисанова, Карпинского и Чкалова вместо Комсомольского проспекта и Центрального Рынка.